# Strada statale 129 Trasversale Sarda

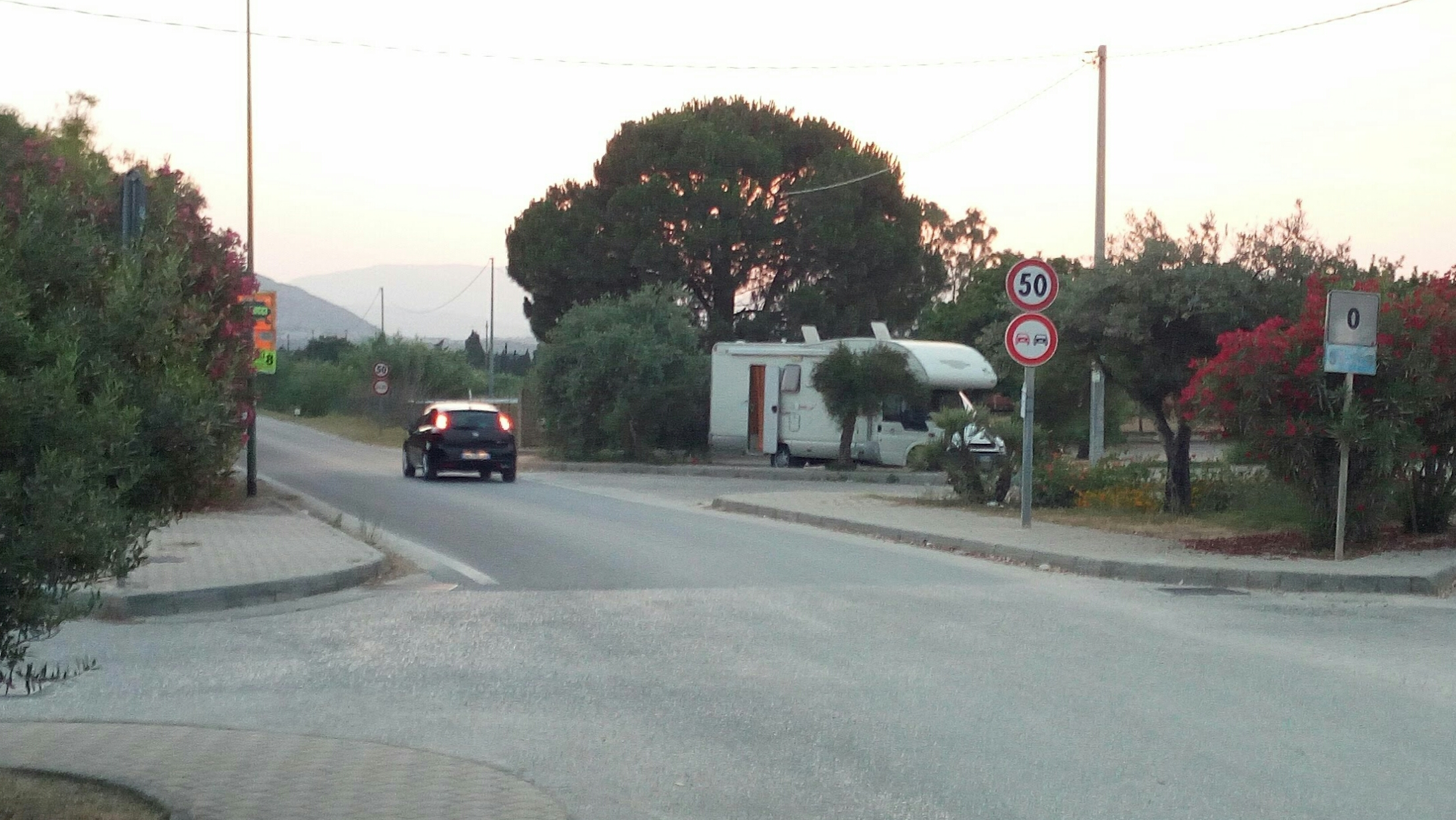
L'origine della strada statale 129, a Orosei

La strada statale 129 Trasversale Sarda (SS 129) è un'importante strada statale italiana. Partendo dalla costa orientale, taglia in due la Sardegna e attraversa il suo interno.

## Percorso
Inizia nella marina di Orosei e, dopo aver intersecato la strada statale 125 Orientale Sarda nel centro del paese, si snoda verso l'interno dell'isola (Barbagia) su un percorso a tratti curvilineo e impervio. Valicato il territorio comunale di Onifai, tocca il centro di Galtellì e dopo diversi chilometri il capoluogo provinciale Nuoro. Intersecata la strada statale 131 Diramazione Centrale Nuorese, tocca il territorio comunale di Oniferi. Qui il percorso diventa impervio proprio per la zona montuosa che attraversa; valicato il territorio comunale di Orotelli (dove parte la strada statale 537 di Ghilarza), la strada entra per pochissimi chilometri in provincia di Sassari, toccando il territorio comunale di Illorai (dove diparte la strada statale 128 bis Centrale Sarda).
Rientrata nel nuorese, entra nei territori comunali di Bolotana, Lei, Silanus, Bortigali e Birori. Il suo percorso termina innestandosi sulla strada statale 131 Carlo Felice, a pochi chilometri da Macomer. Il tratto che va dall'innesto con la strada statale 131 Carlo Felice a Macomer è stato dismesso a seguito dell'inaugurazione nel 2007 del viadotto sul rio S'Adde che rende scorrevole il traffico evitando il vecchio tracciato tortuoso.

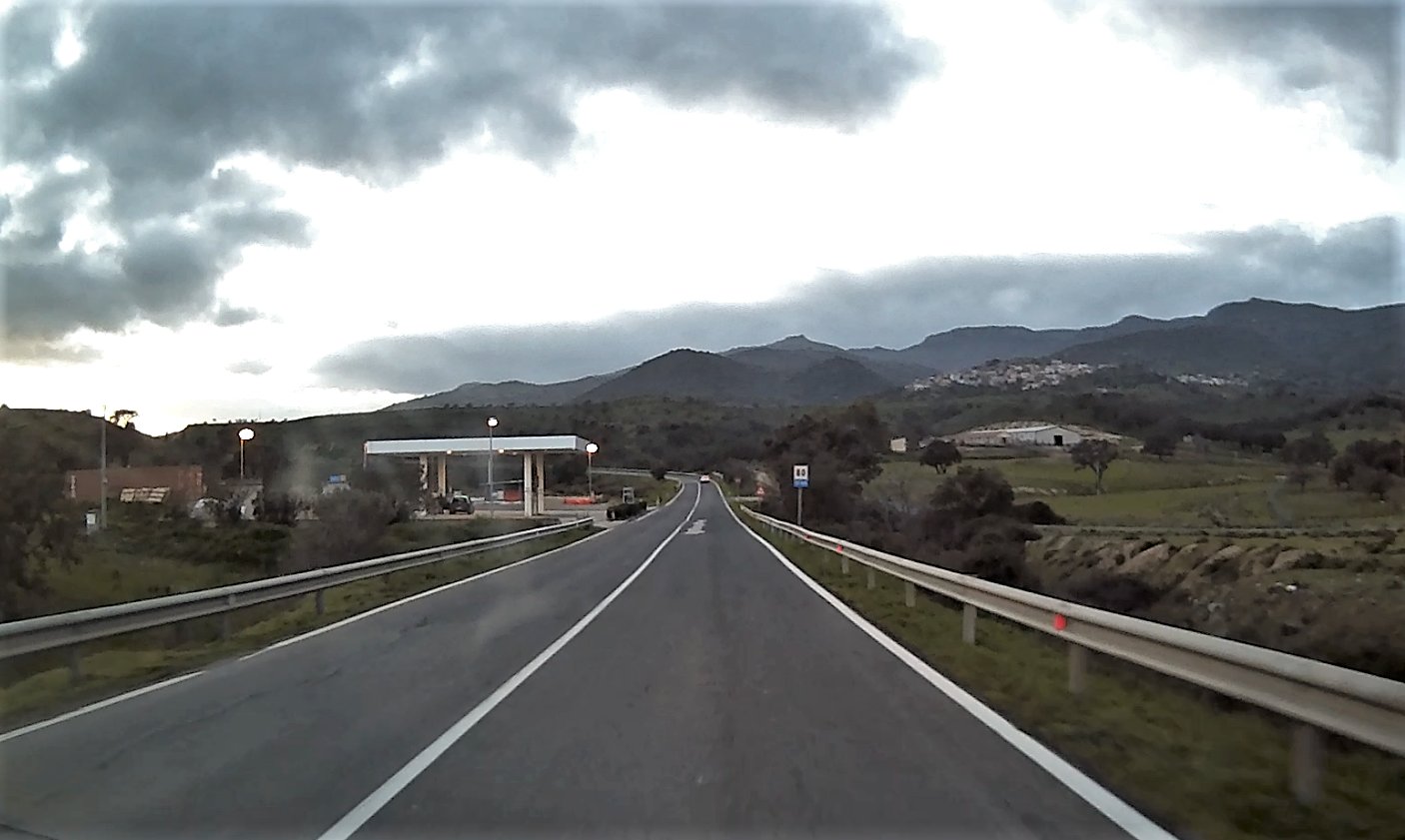
Breve rettilineo al km80 in prossimità dell'abitato di Lei

## Strada statale 129 bis Trasversale Sarda
La strada statale 129 bis Trasversale Sarda (SS 129 bis) costituisce la continuazione della strada statale 129 Trasversale Sarda, da Macomer alla costa occidentale.
L'arteria inizia da uno svincolo della strada statale 131 Carlo Felice, circa 4 chilometri a nord di Macomer. Nel primo tratto, andando verso sud, viene seguito l'originario percorso della SS 131, declassato a seguito della costruzione della variante di Macomer. A circa un chilometro dal centro abitato, in corrispondenza di un incrocio, la SS 129 bis devia a destra, prendendo la direzione ovest verso la costa. La stessa raggiunge dunque il territorio comunale di Sindia, attraversandone il centro abitato.
Viene raggiunto quindi l'Oristanese attraversando Suni, dove la strada interseca la statale 292 e giunge a Bosa dove, deviando verso sinistra, la strada prosegue per altri 2 km circa per terminare a Bosa Marina.